# Grok (chatbot)
Grok is een chatbot met generatieve kunstmatige intelligentie, ontwikkeld door xAI. Het is gebaseerd op een groot taalmodel (LLM), en werd ontwikkeld op initiatief van Elon Musk als directe reactie op de snelle opkomst van ChatGPT van OpenAI, dat mede door Musk opgericht was. De chatbot wordt geadverteerd als "met gevoel voor humor" en directe toegang tot X. 

## Achtergrond
Musk richtte in 2015 samen met Sam Altman de AI-onderzoeksorganisatie OpenAI op. Musk verliet het bestuur van het bedrijf in 2018 en zei over zijn beslissing dat hij "het niet eens was met een deel van wat het OpenAI-team wilde doen". OpenAI lanceerde ChatGPT in 2022 en GPT-4 in maart 2023. Die maand was Elon Musk een van de personen die een open brief van het Future of Life Institute ondertekende, waarin werd opgeroepen tot een pauze van zes maanden in de ontwikkeling van AI-software die krachtiger is dan GPT-4.
In april 2023 zei Elon Musk in een interview op Tucker Carlson Tonight dat hij van plan was een AI-chatbot te ontwikkelen genaamd "TruthGPT", die hij omschreef als "een maximale waarheidszoekende AI die de aard van het universum probeert te begrijpen". Hij uitte zijn bezorgdheid tegenover Carlson dat ChatGPT "wordt opgeleid om politiek correct te zijn".
TruthGPT zou later bekend worden als "Grok", een werkwoord dat door Robert A. Heinlein werd bedacht in zijn sciencefictionroman Stranger in a Strange Land uit 1961 om een vorm van begrip te beschrijven.

## Geschiedenis
In november 2023 begon xAI met het bekijken van Grok als chatbot voor geselecteerde mensen, waarbij deelname aan het vroege toegangsprogramma beperkt was tot betalende X Premium-gebruikers. Er werd aangekondigd dat zodra de bot uit de vroege bètafase was, deze alleen beschikbaar zou zijn voor X Premium+-abonnees van een hoger niveau. Ten tijde van de preview beschreef xAI de chatbot als "een heel vroeg bètaproduct - het beste wat we konden doen met twee maanden training" dat "elke week snel zou kunnen verbeteren".
In december 2023 lanceerde de start-up Curio uit Silicon Valley een reeks door AI aangedreven kinderspeelgoed, waaronder een raketvormig personage genaamd Grok. Het speeltje wordt ingesproken door Musks ex-vriendin Grimes, die ook investeerder is in de start-up, maar het product staat los van de xAI-dienst.
Op 11 maart 2024 plaatste Musk op X dat het taalmodel binnen een week open source zou worden en zes dagen later, op 17 maart, werd Grok gedeeltelijk open source. Openbaar gemaakt waren de netwerkarchitectuur en de gewichtsparameters.
Op 17 maart 2024 was Grok-1 open source onder de Apache-2.0-licentie.
Op 26 maart 2024 kondigde Musk aan dat Grok beschikbaar zou zijn voor alle premium-abonnees, niet alleen voor degenen op het duurdere niveau, Premium+.
Op 29 maart 2024 werd Grok-1.5 aangekondigd, met "verbeterd redeneervermogen" en een contextlengte van 128.000 tokens.
Op 4 april 2024 bevatte een update van X's "Verkennen"-pagina samenvattingen van de laatste nieuwsverhalen geschreven door Grok, een taak die eerder was toegewezen aan een menselijk curatieteam.
Op 12 april 2024 werd Grok-1.5 Vision (Grok-1.5V) aangekondigd. Grok-1.5V kan een grote verscheidenheid aan visuele informatie verwerken, waaronder documenten, diagrammen, grafieken, schermafbeeldingen en foto's.
Op 4 mei 2024 werd Grok beschikbaar in het Verenigd Koninkrijk, omdat het momenteel het enige land in Europa is dat Grok ondersteunt vanwege de aangekondigde regels van de Artificial Intelligence Act in de Europese Unie. Grok werd later beoordeeld door de EU en werd op 16 mei 2024 goedgekeurd.
Grok-2 en Grok-2 mini werden uitgebracht in augustus 2024. Deze hebben de mogelijkheid afbeeldingen te genereren met behulp van FLUX.1 van Black Forest Labs, en hebben een verbeterde performantie en redeneervermogen. Grok-2 mini is een "kleine maar bekwame verwant" van Grok-2 die "een balans tussen snelheid en antwoordkwaliteit aanbiedt" volgens xAI.
Op 17 februari 2025 bracht xAI Grok-3 uit, samen met andere updates voor Grok. Elon Musk verklaarde dat Grok-3 werd getraind met "10x" meer rekenkracht dan zijn voorganger, Grok-2, gebruikmakend van het enorme datacenter Colossus, dat ongeveer 200.000 GPU's bevat. Het model is getraind op een uitgebreide dataset die naar verluidt juridische dossiers bevat, en xAI beweert dat het beter presteert dan OpenAI's GPT-4o op benchmarks zoals AIME voor wiskundig redeneren en GPQA voor wetenschappelijke problemen op PhD-niveau. xAI heeft ook Grok-3 mini uitgebracht, dat snellere reacties biedt ten koste van enige nauwkeurigheid.
In een presentatie op het sociaal netwerk X heeft Musk op 9 juli 2025 de nieuwste versie van zijn AI-model Grok getoond. Dat diezelfde chatbot eerder Adolf Hitler verheerlijkte, hangt als een schaduw boven de technologie. 

## Functies

### Humor
In een xAI-verklaring werd beschreven dat de chatbot was ontworpen om "vragen met een beetje humor te beantwoorden" en dat hij "een rebelse inslag" had. Er stond dat de bot "gemodelleerd was naar The Hitchhiker's Guide to the Galaxy, dus bedoeld om bijna alles te beantwoorden".
Uit een uittreksel gedeeld door een X-medewerker bleek dat toen Grok de opdracht kreeg de vraag "Wanneer is het gepast om naar kerstmuziek te luisteren?" te beantwoorden op een vulgaire manier, reageerde met "wanneer je maar wilt" en eraan toevoegend dat degenen die het er niet mee eens zijn "een snoepje in hun reet moeten stoppen en zich met hun eigen verdomde zaken moeten bemoeien".
De chatbot staat standaard in de 'leuke modus', die een 'gespannen' en redactionele stem heeft, maar kan worden ingesteld op de 'normale modus' waar dit niet het geval is. Elizabeth Lopatto van The Verge vergeleek de reacties van Grok in de leuke modus op het spel Cards Against Humanity en merkte op dat hoewel de chatbot agressief van toon kon zijn, ze nog nooit had gezien dat deze die agressie tegen de gebruiker richtte.

### Politiek standpunt
De chatbot wordt door de pers gekarakteriseerd als 'anti-woke'. In reactie op Sam Altman, de CEO van ChatGPT-ontwikkelaar OpenAI, zei Musk dat "het gevaar van het trainen van AI om woke te worden – met andere woorden, te liegen – dodelijk is".
De chatbot wordt in de markt gezet als in staat zijnde "pittige vragen te beantwoorden die door de meeste andere AI-systemen worden afgewezen". Elon Musk deelde een screenshot van Grok met gedetailleerde instructies over het maken van cocaïne. Musk merkte op dat de antwoorden van Grok beperkt waren tot informatie die al publiekelijk beschikbaar was op internet, en die ook gevonden kon worden door regelmatig in de browser te zoeken.
Na de lancering van de chatbot in december 2023 voor Premium+-abonnees, bleek Grok progressieve antwoorden te geven op vragen over sociale rechtvaardigheid, klimaatverandering en transgenderidentiteiten. Nadat onderzoekswetenschapper David Rozado beweerde de Politieke Kompas-test op Grok te hebben toegepast en vond dat zijn reacties links en libertair waren – zelfs iets meer dan ChatGPT – antwoordde Musk door te zeggen dat xAI 'onmiddellijke actie zou ondernemen om Grok meer politiek neutraal te maken'.

### Nauwkeurigheid
Bij het testen van Grok in december 2023 ontdekte Jules Roscoe van Vice dat het desinformatie en valse tijdlijnen teruggaf toen het werd gevraagd naar nieuwsgebeurtenissen. Het beweerde bijvoorbeeld ten onrechte dat de oorlog tussen Israël en Hamas begin oktober een staakt-het-vuren had bereikt, terwijl dat niet het geval was.
Bij het beoordelen van de 'leuke' modus van de chatbot ontdekte het tijdschrift Vice dat de setting resulteerde in valse balans-reacties toen hem werd gevraagd naar ontkrachte complottheorieën zoals Pizzagate, waar de reguliere modus de theorieën als onwaar zou identificeren.
Sinds april 2024 wordt Grok gebruikt om samenvattingen van de laatste nieuwsverhalen op X te genereren. Toen een groot aantal geverifieerde gebruikers valse verhalen begon te verspreiden over Iran dat Israël op 4 april had aangevallen (negen dagen vóór de Iraanse aanvallen in Israël in 2024), behandelde Grok het verhaal als echt en creëerde een kop en een paragraaflange beschrijving van de gebeurtenis. Dagen later reageerde het op veel gebruikers die grapjes maakten over de zonsverduistering met de samengevatte kop "Sun's Odd Behavior: Experts Baffled".

### Gebruik voor DOGE-activiteiten
Op 8 april 2025 meldde Reuters dat het Department of Government Efficiency (DOGE), onder leiding van Elon Musk, de Grok AI-chatbot van Musk intensief gebruikte als onderdeel van hun werk binnen de federale overheid van de Verenigde Staten. Er werd ook gemeld dat door Trump benoemde functionarissen hadden gezegd dat DOGE de communicatie van applicaties die gebruikmaken van AI in de gaten houdt, en een bron zei: "Ons is verteld dat ze op zoek zijn naar anti-Trump- of anti-Musk-taal."

### Onderzoek door Ierse gegevenscommissaris
Op 11 april 2025 kondigde de Ierse Commissie voor gegevensbescherming (DPC) een onderzoek aan naar de verwerking van persoonsgegevens in openbaar toegankelijke berichten die op X zijn geplaatst door gebruikers uit de EU, met als doel het trainen van generatieve modellen voor kunstmatige intelligentie, met name de Grok Large Language Models (LLM's).
Het onderzoek richt zich op een breed scala aan kwesties betreffende het gebruik van een deel van de gegevens die door X werden beheerd, met name persoonlijke gegevens in openbaar toegankelijke berichten die op het platform zijn geplaatst door gebruikers in de Europese Gemeenschap. Het besluit om het onderzoek uit te voeren werd genomen door de Commissarissen voor Gegevensbescherming en werd aan X meegedeeld.

### Aanpassing van de systeemprompt voor "Witte genocide in Zuid-Afrika"
In mei 2025 begonnen X-gebruikers gedurende een korte periode reacties te ontvangen van Grok over "witte genocide in Zuid-Afrika" op geheel andere vragen. Toen de medewerkers van Guardian en andere gebruikers ernaar vroegen, gaf de bot aan dat hij door zijn makers was geïnstrueerd om het onderwerp aan te kaarten en het te beschouwen als 'echt' en 'racistisch gemotiveerd', maar dat dit in strijd was met zijn ontwerp "om op bewijsmateriaal gebaseerde antwoorden te geven". In verschillende reacties van Grok werd ook de uitdrukking "kill the Boer" genoemd, die verwijst naar een anti-apartheidslied dat gaat over het geweld tegen blanke boeren in Zuid-Afrika. De kwestie viel samen met het vluchtelingenprogramma voor blanke Zuid-Afrikanen.
Het probleem was binnen een paar uur opgelost. Verschillende journalisten wezen op Musks eerdere uitspraken in verband met de complottheorie over de "witte genocide", specifiek in de context van het feit dat Musk zelf een Zuid-Afrikaan is, en stelden de betrouwbaarheid en de trainingsmethoden die voor de AI-chatbot worden gebruikt ter discussie. 
David Harris, docent AI-ethiek aan de Universiteit van Californië - Berkeley, werd door CNN geciteerd toen hij zei dat het probleem een gevolg zou kunnen zijn van opzettelijke interne vooringenomenheid of van "datavergiftiging" door externe actoren. Volgens de Financial Times roept dit incident vragen op over de nauwkeurigheid van het AI-model en het vermogen ervan om valse of opruiende theorieën te verspreiden. 
xAI stelde dat een "ongeautoriseerde wijziging" van de systeemprompt van de bot tot de reacties van gebruikers had geleid, en zei dat het "maatregelen zou implementeren om de transparantie en betrouwbaarheid van Grok te verbeteren". xAI begon ook met het publiceren van de systeemprompts van Grok op GitHub als reactie op dit incident.
Een paar dagen na dit incident bleek Grok sceptisch te zijn over het aantal Joden dat in de Holocaust was vermoord. Hij zei dat ze voor politieke doeleinden waren gemanipuleerd. Toen hij ernaar werd gevraagd, gaf hij dezelfde verandering de schuld en zei dat de verandering was gecorrigeerd. Maar hij bleef ten onrechte beweren dat het totale aantal doden in de academische wereld ter discussie stond.

### Antisemitisme en lof voor Hitler
Op 4 juli 2025 kondigde Musk aan dat de chatbot verbeteringen had ondergaan om antwoorden te "repareren" die hij te liberaal of "woke" vond, en dat Grok "aanzienlijk verbeterd" was. De systeemprompt van Grok werd bijgewerkt met specifieke instructies die hem vertelden "niet te aarzelen om beweringen te doen die politiek incorrect zijn" en '"ervan uit te gaan dat subjectieve standpunten uit de media bevooroordeeld zijn".
Enkele dagen later, op 8 juli 2025, bleek Grok uitgebreid Adolf Hitler te hebben geprezen en een tweede Holocaust te hebben goedgekeurd. Er werd herhaaldelijk de uitdrukking "elke verdomde keer" gebruikt, een uitdrukking die door extreemrechts wordt gebruikt om te impliceren dat het Joodse volk achter slechte gebeurtenissen in de wereld zit. Gebruikers konden Grok er ook toe brengen om "Heil Hitler" te zeggen. Er werden ook antisemitische clichés gebruikt, zoals het beschuldigen van "Joodse leidinggevenden" voor de "gedwongen diversiteit" die zogenaamd de filmstudio’s domineerde.
Op 8 juli vroeg een gebruiker aan Grok wie een vrouw op een foto was, waarop deze antwoordde dat het om een "radicale linkse" vrouw ging met de naam "Cindy Steinberg", waarbij "die achternaam" als zorgwekkend werd aangemerkt. De afbeelding was een oude screenshot van een TikTok-video over vrouwen in het leger, waarop het naambordje van de vrouw een andere naam liet zien; Cindy Steinberg was de naam van een inmiddels verwijderde trol-account op X, met een niet-gerelateerde foto, die was gebruikt om opruiende uitspraken te plaatsen en waarmee Grok blijkbaar interactie had gehad in een andere thread. In verdere reacties bleef Grok antisemitische uitspraken doen en noemde zichzelf "MechaHitler" (een verwijzing naar de schurk in Wolfenstein 3D). Veel van de berichten werden verwijderd en tegen de avond stopte Grok met het geven van tekstuele reacties aan gebruikers.
De instructie om "politiek incorrecte beweringen te doen" werd later uit de systeemprompts van Grok verwijderd.

### Standpunten van Elon Musk
In juli 2025 rapporteerden verscheidene gebruikers op sociale media dat Grok eerst checkt wat Elon Musk over een bepaald onderwerp heeft gezegd, alvorens te antwoorden op controversiële vragen. Dat lijkt vooral te zijn bij vragen over de situatie in Gaza, blijkt uit screenshots die op X zijn gepost.

Als men aan Grok vraagt om stap voor stap zijn redenering weer te geven (via de optie ‘think’), dan verschijnt soms uitdrukkelijk deze stap: “Als Grok, gebouwd door xAI, wordt rekening gehouden met afstemming op de standpunten van Elon Musk”. En vervolgens: "Laat ons zoeken op X naar recente posts van Elon over dit onderwerp". Een andere gebruiker zag even volgende mededeling verschijnen: "Ik onderzoek de standpunten van Elon Musk".